# Тецу Катаяма
Тецу Катаяма (на японски: 片山 哲) е японски политик, първият и единствен министър-председател социалист и християнин на островната страна. Ръководи 46-о правителство на Япония от 24 май 1947 до 10 март 1948 г.

## Ранни години
Катаяма е роден на 28 юли 1887 г. в Танабе, префектура Вакаяма. След като завършва средното си образование се записва в Токийския императорски университет, откъдето се дипломира през 1912 г. като специалист по германско право. През първите години практикува право с баща си във Вакаяма. В 1919 г. отваря собствена консултантска кантора в Токио, специализирайки се в трудовото право. От това време той се включва активно в различни прояви на японското синдикално движение. Освен това между 1920 – 1930 г. Катаяма е лектор в Токийския женски университет – християнска, подкрепяна от Вашингтон институция. През това време става и автор на няколко книги: „Закони свързани с жените“, „Закони защитаващи майката и детето“, „Практическо ръководство за пенсионни спестявания“ и „Изложение на гражданския арбитраж“. Още като студент Катаяма става християнин и изпитва силното влияние на християнсоциализма на Исо Абе.

## Политическа кариера
Катаяма е сред основателите на Социалната народна партия през 1926 г. и е избран за неин генерален-секретар. През 1930 г. се кандидатира за депутат от префектура Канагава и влиза в Камарата на представителите. Година по-късно социалистическата партия е забранена от властите и Катаяма помага активно за организиране на нейния наследник Партия на социалните маси, в чийто изпълнителен комитет е избран през 1932 г. Впоследствие е избиран три пъти до манипулирания през 1942 г. от премиера Хидеки Тоджо парламентарен вот. В парламента Катаяма става известен като водач на социалдемократическото крило в партията и последователно отстоява правата на работници, жени и социално слабите граждани. През 1940 г. е изключен от партията, тъй като не участва в парламентарното заседание, на което депутатът Такао Сайто е изключен от камарата заради антивоенните си изказвания и поставянето под въпрос „свещената война“ на Япония в Китай. По време на Втората световна война Катаяма се оттегля от политиката и се отдава на адвокатската си кариера.

## Министър-председател
През ноември 1945 г. е основана Японската социалистическа партия (ЯСП), а Катаяма е избран за неин генерален-секретар, а от септември 1946 г. поема и поста председател на нейния Изпълнителния комитет. През април 1947 г. се провеждат парламентарни избори, в които ЯСП печели мнозинство и следващият месец Катаяма застава начело на коалиционен кабинет от социалисти, демократи и представители на Гражданската кооперативна партия. Разформироването на Министерството на вътрешните работи и реформата на бюрократичната система, които подема кабинетът обаче срещат съпротива от лявото крило на социалистическата партия, което довежда до бламиране на Катаяма и министрите му през февруари 1948 г.

## Късни години
След оттеглянето си от премиерския пост Катаяма остава активна фигура в левия политически спектър на японския политически живот. През 1950 г. Японската социалистическа партия се разцепва и Катаяма се оттегля от председателския пост, макар през 1951 г. все още да е най-влиятелният ѝ съветник. През 1952 г. обаче напуска партията и се присъединява към Демократическата социалистическа партия. В 1954 г. оглавява Народния съюз за защита на конституцията, а от 1961 г. – Новия народен конгрес за защита на конституцията. След поражение в парламентарните избори през 1963 г. се оттегля от политиката. На 1 октомври 1969 г. властите на префектура Канадзава, чийто дългогодишен представител в парламента е, го обявяват за почетен гражданин. Умира на 90 години.